# Салуцо
Салуцо (на италиански: Saluzzo, Città di Saluzzo, на пиемонтски: Salusse) е исторически град и община в провинция Кунео в югозапада на регион Пиемонт в Северна Италия.
Градът има 16 800 жители (към 31 декември 2012) и се намира в подножието на Алпите на около 3 км северно от река По и на 50 км южно от Торино.
От 1142 г. до 1548 г. Салуцо е столица на Маркграфство Салуцо.